# دانيال بولك
دانيال بولك (بالإنجليزية: Daniel Polk)‏ هو لاعب كرة قدم أمريكية أمريكي، ولد في 19 مايو 1985.